# Lentella
Lentella é uma comuna italiana da região dos Abruzos, província de Chieti, com cerca de 769 habitantes. Estende-se por uma área de 12 km², tendo uma densidade populacional de 64 hab/km². Faz fronteira com Cupello, Fresagrandinaria, Mafalda (CB), Montenero di Bisaccia (CB).

## Demografia
| Variação demográfica do município entre 1861 e 2011                               |
|                                                                                   |
| Fonte: Istituto Nazionale di Statistica (ISTAT) - Elaboração gráfica da Wikipedia |